# Baronía de Santa Pau
La baronía de Santa Pau es un título nobiliario español creado en Cataluña en fecha desconocida. Se cree ser anterior a 1070, ya que en esa fecha ya aparece en Gerona un caballero llamado Almérico I de Santa Pau como señor de esta baronía, el primero del que se tiene referencias. Vuelve a tenerse noticias de esta baronía en 1360, desconociéndose quién era el barón en esa fecha.
El título fue rehabilitado por el rey Alfonso XIII en 1916 a favor de Carlos de Sentmenat y Sentmenat, IX marqués de Castelldosríus grande de España (1873) y II marqués de Orís.

## Algunos barones de Santa Pau
- Manuel de Oms y de Santa Pau, XVII barón de Santa Pau.

Casó con María de Oms. Fueron los padres, entre otros, de Juana, casada con el I marqués de Castelldosríus, y el heredero y sucesor, Antonio de Oms y de Santa Pau.
- Antonio de Oms y de Santa Pau (m. 1715), XVIII barón de Santa Pau en 1693,[3][4] oidor del Consejo Real y Supremo de las Indias, gentilhombre de cámara del rey Felipe V y capitán de Guardias de Cataluña.[4] A su muerte, se extinguió la línea masculina de la casa de Oms y la baronía de Santa Pau.

Casó con Teresa de Oms y de Carrera de cuyo matrimonio nacieron dos hijas, Cayetana, casada con el marqués de Moyá de la Torre, e Ignacia, quien contrajo matrimonio en 1724 con José de Rocabertí y Llupia, II marqués de Argensola, ambas sin haber tenido sucesión. Le sucedió su sobrino, hijo de su hermana Juana de Oms y Santa Pau, también llamada Juana de Oms y Cabrera, que había casado con el primo de ambos, Manuel de Oms y de Santa Pau, I marqués de Castelldosrius, grande de España.
En 1694, el marqués de Castelldosríus entabló un pleito contra los marqueses de Moyá de la Torre por la sucesión de los bienes de Oms de Santa Pau y, para cumplir el testamento de su cuñado Antonio, antepuso los apellidos de Oms y de Santa Pau a los suyos, Sentmenat y de Lanuza y se intituló barón de Santa Pau aunque el pleito no se resolvió hasta finales de 1730. Fue el hijo del I marqués de Castelldosríus quien, por la sentencia de 1730, confirmada en 1739, sucedió a su tío Antonio en la baronía de Santa Pau.
- Félix de Sentmenat-Oms de Santa Pau (Palma de Mallorca, 30 de diciembre de 1710-Gap, Francia, 10 de diciembre de 1744),[9] XIX barón de Santa Pau, II marqués de Castelldosríus, grande de España,[6] mariscal de campo de los reales ejércitos y gobernador de Callao.[6]

Casó, el 2 de marzo de 1730, con Dorotea Reggio Branciforte y Gravina (m.1764). Sin descendencia, le sucedió su hermano:
- Juan Manuel de Sentmenat-Oms de Santa Pau (1687-28 de diciembre de 1754), XX barón de Santa Pau, III marqués de Castelldosríus, grande de España, valvasallo de Montescot, señor de Oms y Canyamars y castellano de Anglés.

Casó, el 23 de agosto de 1725, con María Ana de Cartellá Desbach y de Oms (m. 1769), hija del marqués de Cartellá. Le sucedió su hijo:
- Manuel de Sentmenat-Oms de Santa Pau (Barcelona, 27 de diciembre de 1730-Palma de Mallorca, 14 de mayo de 1796), XXI barón de Santa Pau, IV marqués de Castelldosríus, grande de España,[10] caballero de la Orden de Santiago (1787), gentilhombre de cámara del rey Carlos IV, gran cruz de la Orden de Carlos III (1783), teniente general de los Reales Ejércitos y capitán general de Baleares.[10] Era hermano del cardenal Antonio de Sentmenat y Cartellá.

Casó, en primeras nupcias, el 24 de abril de 1759, con María de las Mecedes de Avellaneda y Arias del Castillo (m. 15 de agosto de 1765), III marquesa de Valdecañas y de marquesa de Torremayor. Contrajo un segundo matrimonio, en 13 de abril de 1766, con María de los Dolores de Vera Fajardo y Saurín (m. 1831), dama de la Orden de las Damas Nobles de la Reina María Luisa, hija de los X marqueses de Espinardo. Le sucedió su hijo del segundo matrimonio:
- Francisco Javier de Oms y de Santa Pau (Murcia, 7 de enero de 1767-Madrid, 1 de febrero de 1842), XXII barón de Santa Pau,[9] V marqués de Castelldosríus, grande de España,[6] general, capitán general de Andalucía (1816-1819), capitán general de Cataluña (1822), senador de España (1837-1842), gran cruz de la Orden de Isabel la Católica, gran cruz de la Orden de Carlos III (1816) y gran cruz de la Orden de San Hermenegildo (1816).

Casó en primeras nupcias, el 23 de julio de 1794, con María Teresa de Sagarriga y Pinós (m.1812). Volvió a casar el 29 de septiembre de 1821, con María Teresa de Trejo del Campo y Ponce de León (m. 1863). Sin descendencia, le sucedió su sobrino, bisnieto de José Antonio de Oms y de Sentmenat, hijo del I marqués de Castelldosríus.
- Pedro Carlos de Sentmenat Oms de Santa Pau, también llamado Pedro Carlos de Sentmenat y de Riquer[9] (1771-11 de octubre de 1846), XXIII barón de Santa Pau,[9] VI marqués de Castelldosríus, grande de España[6] y señor de Vallgornera, Pollestres y Vilarnau.

Casó, en 7 de enero de 1818, con Josefa de Sarriera y Copóns (m. 1865), marquesa de Moyá
 de la Torre. Le sucedió su hermano:
- Carlos Amadeo de Sentmenat Oms de Santa Pau (1794-4 de enero de 1856), XXIV barón de Santa Pau[9] y VII marqués de Castelldosríus, grande de España.[6]

Contrajo un primer matrimonio, en 27 de agosto de 1817, con María de Lario y Meilhon (m. 1835). Casó en segundas nupcias, el 20 de noviembre de 1837, con Manuela Sáenz Ramírez y Socies (m. 1857).

## Rehabilitación en 1916
- Carlos de Sentmenat y Sentmenat (Barcelona, 21 de agosto de 1862-8 de junio de 1935), XXV barón de Santa Pau,[9][11] IX marqués de Castelldosrius, grande de España (1873), II marqués de Orís,[9] (rehabilitado en 1915)  gran cruz de la Orden de Carlos III, gentilhombre de cámara con ejercicio y servidumbre, maestrante de Valencia, y presidente del Cuerpo de la Nobleza de Cataluña.[9] Era hijo de Ramón de Sentmenat y Sáenz Ramírez, VIII marués de Castelldosríus, grande de España, hijo del XXIV barón de Santa Pau, y de Luisa de Sentemenat y Gallart.[9]

Casó, en Barcelona el 15 de abril de 1901, con Isabel Güell y López (m. 1956), hija de Eusebi Güell i Bacigalupe, I conde de Güell, y de su esposa Luisa Isabel López Bru, hermana de Claudio López Bru, II marqués de Comillas. Le sucedió su hijo:
- Félix de Sentmenat y Güell (Barcelona, 13 de abril de 1908-23 de mayo de 1990), XXVI barón de Santa Pau,[12] X marqués de Castelldosríus, grande de España[6] y III marqués de Orís.

Casó, en Barcelona en junio de 1933, con María del Remedio de Urruela y Sanllehy (m. 2000), hija de Juan de Urruela y Morales, V marqués de San Román de Ayala, hermano de la I marquesa de Retés, y de su esposa Águeda Sanllehy y Girona, hija de Domènec Sanllehy i Alrich, alcalde de Barcelona, y de Ana Girona y Vidal-Quadras, —hija del banquero Manuel Girona y Agrafel—, y hermana del II marqués de Caldas de Montbuy. Le sucedió su hijo:
- Carlos de Sentmenat y Urruela (m. 19 de julio de 2003), XXVII barón de Santa Pau (en 1970, por distribución de su padre).[15] y XI marqués de Castelldosríus, grande de España.[6]

Soltero y sin descendientes, le sucedió su hermano:
- Santiago de Sentmenat y Urruela, XXVIII barón de Santa Pau, XII marqués de Castelldosríus, grande de España[6] y IV marqués de Orís.

Casó con Ana María Vilá y Huarte. Le sucedió su sobrina, hija de su hermana Isabel de Sentmenat y Urruela, casada con el arquitecto Juan Manuel Ruiz de la Prada y Sanchiz:
- Ágatha Ruiz de la Prada (n. 1960), XXIX baronesa de Santa Pau[17][18] y XIII marquesa de Castelldosríus, grande de España.

Casó en 2016, después de estar unida de facto con el periodista Pedro J. Ramírez, de quien se divorció en 2017.